# 许让玄
许让玄（1900年—1966年5月）又名许让贤，生于广东番禺，马来西亚归侨，国民革命军将领，曾参加抗日战争。

## 生平
许让玄青年时旅居海外，与叶剑英相识成为好友，后两人相约于1917年投云南陆军讲武堂十二期炮科，同学两年直至毕业。
从讲武堂毕业后，许让玄在中国国民党军队中历任黄埔军校区队长、中校技术教官、第一五九师参谋长、第六十二军少将参谋长、国民政府国防部少将部员等职。抗日战争中，许让玄参加过长沙会战、桂柳会战。1945年9月，作为中国政府对日受降接收团成员之一，到越南河内日军司令部，代表中国政府接受越南的日本军队的投降。
1950年，中国人民解放军攻占广州，在香港的许让玄接到叶剑英来函邀请，回到广州。1951年，因受极左政策影响，许让玄被公安机关逮捕关押。1966年5月，许让玄病逝于辽宁抚顺战犯管理所，享年66岁。
1985年10月，中国人民解放军广州军区、广州市人民政府为许让玄平反，重新确定许让玄为投诚将领。民革中央的《团结报》报道了该平反消息。